# Freienbach
Freienbach is een gemeente en plaats in het Zwitserse kanton Schwyz, en maakt deel uit van het district Höfe.
Freienbach telt 15.870 inwoners.